# Bury Manor

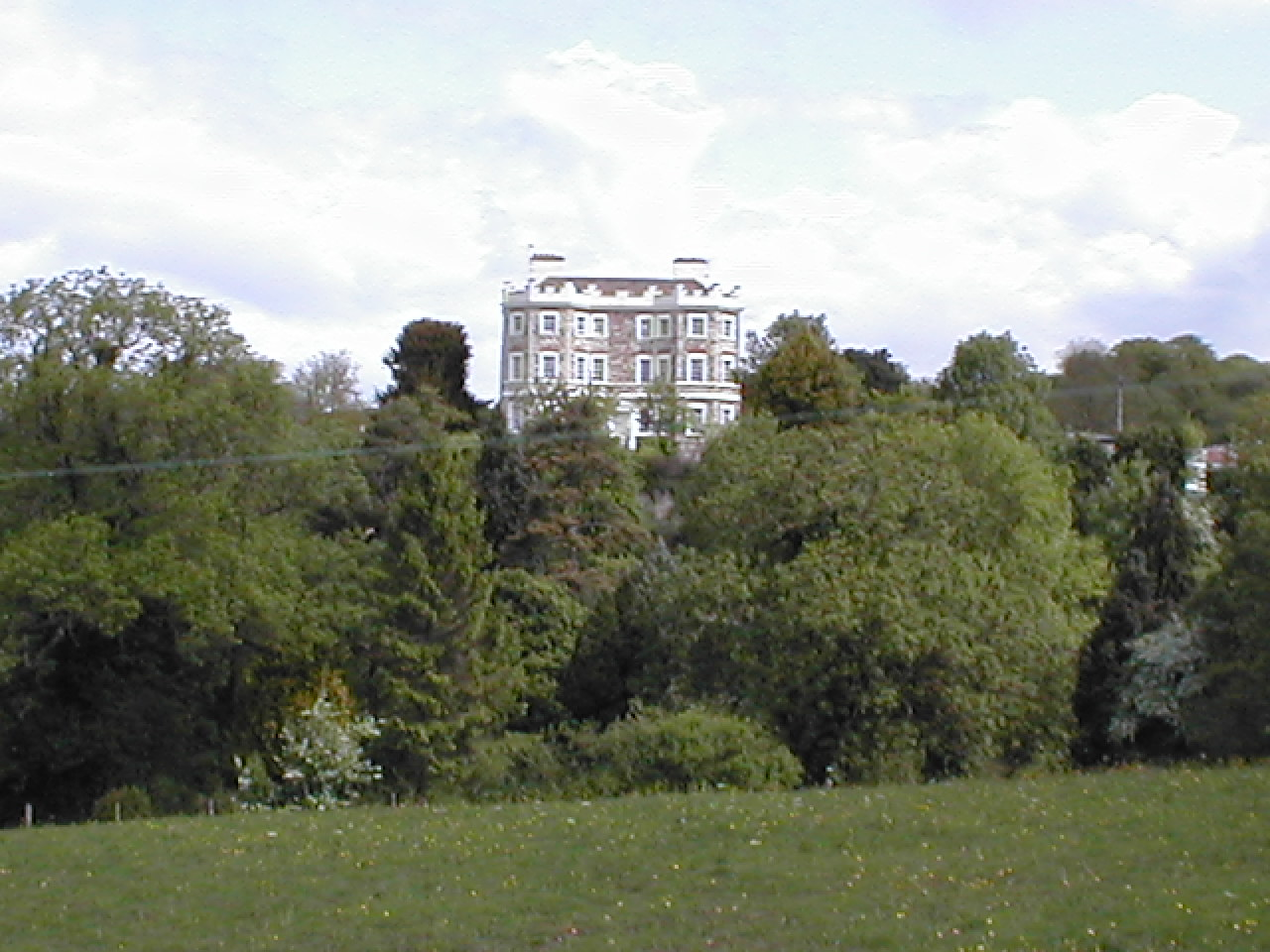
Bury Manor

Bury Manor ist ein Herrenhaus im Dorf Wick in der englischen Verwaltungseinheit South Gloucestershire. Das Haus wurde Anfang des 19. Jahrhunderts in neugotischem Stil errichtet.

## Beschreibung
Das Haus ist aus graubraunem Bruchstein errichtet und hat ein Schieferdach. Das dreigeschossige Gebäude besitzt eine symmetrische Front mit drei Jochen. Die beiden äußeren Joche bilden Erker über die gesamte Gebäudehöhe. In jedem Stockwerk befinden sich acht Schiebefenster mit weißen Stuckrahmen. Die Eingangstüre liegt hinter einer Vorhalle mit zwei dorischen Säulen und Ziergiebel, die ebenfalls weiß gestrichen sind. Auf Dachhöhe hat das Haus eine weiße Brüstung, die mit Zinnen versehen ist.
Auf beiden Seiten sind nach hinten zwei Flügel mit zwei Stockwerken und drei Jochen angesetzt, die mit Giebelfronten und Mauerkappen nach hinten abschließen. Beide Flügel sind hinten mit einem einstöckigen Trakt mit Flachdach aus dem 20. Jahrhundert verbunden.